# Kościół św. Jana Pawła II w Nowym Sączu
Kościół świętego Jana Pawła II w Nowym Sączu – rzymskokatolicki kościół parafialny należący do parafii pod tym samym wezwaniem (dekanat Nowy Sącz Centrum diecezji tarnowskiej).

## Historia
W dniu 11 maja 2014 roku w czasie mszy świętej ksiądz biskup Andrzej Jeż poświęcił plac pod budowę kościoła. W dniu 20 października 2014 roku zostało wydane pozwolenie na budowę świątyni. W dniu 21 listopada 2014 roku rozpoczęto wykopy pod fundamenty świątyni. W dniu 22 maja 2016 roku został wmurowany kamień węgielny z grobu świętego Piotra w mury nowego kościoła. Uroczystość odbyła się pod przewodnictwem księdza biskupa Andrzeja Jeża. W dniu 22 października 2018 roku ten sam biskup poświęcił nową świątynię.

## Architektura
Kościół został zaprojektowany przez Grzegorza Ratajskiego z Tychów. Powierzchnia kościoła to 844 metry sześcienne. Budowla jest jednonawowa z transeptem czyli nawą prostopadłą do osi świątyni oddzielającą 
część główną kościoła od prezbiterium. Świątynia została wzniesiona na planie krzyża.

## Organy
Organy wybudowała firma Dariusz Zych w 2025 roku. Rok wcześniej rozpoczęto ich montaż. Na przełomie grudnia 2024 i stycznia 2025 trwała ich intonacja. Instrument utrzymany jest ściśle w stylistyce francuskiego romantyzmu. Posiada w pełni mechaniczną trakturę gry oraz elektryczną trakturę rejestrów sterowaną przez nowoczesny system Eltec. Na szczególną uwagę zasługuje aż siedem głosów językowych i pięć przedętych, co nie jest częste w rodzimym budownictwie organowym przy takiej liczbie głosów.
Dyspozycja instrumentu:
| Manuał I                 | Manuał II                   | Pedał               |
| Grand Orgue              | Récit                       |                     |
| ------------------------ | --------------------------- | ------------------- |
| 1. Bourdon 16’           | 1. Flûte traversière 8’ *   | 1. Flûte 16’        |
| 2. Montre 8’             | 2. Viole de gambe 8’        | 2. Soubasse 16’     |
| 3. Flûte harmonique 8’ * | 3. Voix céleste 8’          | 3. Flûte 8’ **      |
| 4. Gambe 8’              | 4. Cor de nuit 8’           | 4. Violoncelle 8’   |
| 5. Bourdon 8’            | 5. Flûte octaviante 4’ *    | 5. Flûte 4’         |
| 6. Prestant 4’           | 6. Nasard 2.2/3’ *          | 6. Bombarde 16’     |
| 7. Doublette 2’          | 7. Octavin 2’ *             | 7. Trompette 8’ *** |
| 8. Cornet V              | 8. Tierce 1 3/5’            |                     |
| 9. Fourniture V          | 9. Plein jeu III-V          |                     |
| 10. Trompette 8’         | 10. Trompette harmonique 8’ |                     |
| 11. Clairon 4’           | 11. Basson-Hautbois 8’      |                     |
|                          | 12. Voix humaine 8’         |                     |